# Stock-keeping unit
El número/código de referencia o simplemente referencia (en inglés stock keeping unit o SKU, 'unidad de mantenimiento en almacén'), también referido como código de artículo, es un número o código asignado a un elemento para poder identificarlo en el inventario físico o financiero, así como para referenciar otros tipos de servicios. La referencia representa para una empresa la unidad mínima de un producto que puede ser vendida, comprada, o gestionada en el inventario. Aplicada a la distribución o producción, la referencia se puede utilizar para seguir transacciones y movimientos de inventario, analizar patrones de compraventa, seguimiento de precios y fluctuaciones en el inventario.

## Descripción
La referencia es un identificador único e interno utilizado por las empresas con el objeto de identificar de forma unívoca un elemento en el inventario físico o financiero. Las referencias no siempre identifica ítem físico, también puede identificar a entidades inmateriales pero financieras y facturables. Ejemplos de elementos identificables con un SKU: Piezas, Extensiones en la garantía, Portes (cargos) de envío o servicios de instalación.
La identificación de elementos con referencia se hace de acuerdo al criterio interno de la empresa: asignando números a productos de forma secuencial o siguiendo algún tipo de estructura significativa. Así pues la identificación con SKU difiere de otros métodos de identificación de productos que sí son controlados regulaciones y normativas realizadas por organizaciones públicas o privadas (asociaciones de comercios y fabricantes). La más conocida actualmente es GS1.

## Variantes
Los sistemas de administración de inventarios de mayor éxito asignan un SKU único para cada producto y cada una de sus variantes. Por ejemplo, diferentes colores o modelos de un producto tienen diferentes SKU. Esto permite saber, por ejemplo, si las camisetas azules se venden mejor que las verdes.
Otros métodos de seguimiento de entidades, con diferentes regulaciones, son el código universal de producto (UPC), el número de artículo europeo (EAN) y el número global de artículo comercial (GTIN).
En México y otras partes de Hispanoamérica se usa el nombre «número de parte» para hacer referencia a los códigos de productos o refacciones que puedan ser almacenados o comprados.

## Ejemplos
Considérese los siguientes ejemplos:

### Ejemplo 1
Una pieza tiene el número de parte 1234, y se empaca en cajas de a 20, y la caja es marcada con el mismo número de parte, 1234. La caja es almacenada en el depósito. La caja de piezas es la «referencia contable de existencias» (stock-keeping unit) porque es la unidad que puede inventariarse. Aún incluso si el número de parte señala tanto a la pieza como a la caja de piezas por igual, la caja es la unidad en que se almacena. Puede haber tres colores diferentes de esa pieza, y cada uno tendrá un SKU diferente. Cuando se conforma el envío del producto, si el envío es de 50 cajas de las piezas azules, 100 de las rojas y 70 de las amarillas, se dirá que se están enviando 220 cajas, pertenecientes a tres SKU.

### Ejemplo 2
A un producto se le ha dado un número de artículo 4321. En los últimos 2 años un Proveedor ha tenido el artículo número 4321. Proveedor X está fuera del negocio, sin embargo, los planes para el artículo 4321 todavía pertenecen a la compañía de venta. La compañía de venta tiene ahora dos empresas con el mismo producto durante la etapa de transición. En lugar de hacer un rastreo por variante, utiliza UPC (código universal de producto), y posiblemente "color" o "tinte" o similares. Seguirá siendo el mismo número de artículo para el diario, semanal, mensual, trimestral y anual de los márgenes de beneficio. SKUs enlaza UPCs desde el vendedor a la compañía minorista. Un solo UPC puede tener muchos SKU. Los fabricantes usan UPC para ver si vale la pena hacer verde cuando la roja representa el 99% del mercado. Las empresas de venta usan SKU para ver qué empresa funciona mejor con el mismo producto.

### Ejemplo 3
Si cierto producto tiene un MRP (maximum retail price, «máximo precio de venta al por menor ») de x y hay una revisión de precios, digamos que el nuevo precio es ahora y, entonces x e y tendrán que ser almacenados de forma separada y con diferentes SKU. El SKU puede ser impreso en el código de barras y puesto en el producto. Cuando se escanean los SKU, el sistema reconoce el precio y prepara la venta para ese precio.
- Datos: Q399757